# Tuyến Chungbuk
Tuyến Chungbuk(충북선, 忠北線) là tuyến đường sắt ở tỉnh Chungcheong Bắc ở Hàn Quốc. Tuyến nối Jochiwon trên Tuyến Gyeongbu đến Bongyang trên Tuyến Jungang, phục vụ cho thành phố Cheongju và Chungju en route. Sân bay quốc tế Cheongju nằm ở gần tuyến.

## Lịch sử

### Công trình
Đoạn đầu tiên của tuyến được mở cửa bởi một công ty tư nhân, Chosun Railway Co. Ltd. (朝鮮鐵道), vào năm 1921 và được mở rộng cho đến năm 1928 từ Chungju như sau:
| Ngày                 | Đoạn                            | Độ dài  |
| -------------------- | ------------------------------- | ------- |
| 1 tháng 11 năm 1921  | Jochiwon–Cheongju               | 22.7 km |
| 1 tháng 5 năm 1923   | Cheongju–Cheongan (Jeungpyeong) | 23.9 km |
| 25 tháng 12 năm 1928 | Cheongan–Chungju                | 47.4 km |

Giống như các đường sắt tư nhân khác tuyến này bị quốc hữu hóa sau khi Hàn Quốc thống nhất. Phần còn lại của tuyến được mở vào ngày 10 tháng 1 năm 1959.

### Nâng cấp
Cho đến năm 1980 đoạn Osong–Baongyang (110.6 km) được tái xây dựng với đường sắt đôi và một phần của đường sắt bị gỡ bỏ. Toàn tuyến được điện khí hóa vào ngày 30 tháng 3 năm 2005.
Vào ngày 1 tháng 9 năm 2010, chính phủ Hàn Quốc công phố kế hoạch giảm thiểu thời gian đi gian từ Seoul đến 95% toàn quốc xuống dưới 2 giờ đồng hồ vào năm 2020. Như một phần của kế hoạch, tuyến Chungbuk được nâng cấp với vận tốc 230 km/h và được xem làm dịch vụ KTX.

## Ga
- Mu: Mugunghwa-ho
- ●: Tất cả các chuyến tàu đều dừng, ▲: Một số chuyến tàu dừng lại, | : Không dừng

| Tên ga                          | Tên ga                          | Tên ga                          | Mu                              | Chuyển tuyến                                                   | Khoảng cách                     | Tổng khoảng cách                | Vị trí                          | Vị trí                          | Ghi chú                            |
| Tiếng Anh                       | Hangul                          | Hanja                           | Mu                              | Chuyển tuyến                                                   | Khoảng cách                     | Tổng khoảng cách                | Vị trí                          | Vị trí                          | Ghi chú                            |
| ↑ Tuyến Gyeongbu đến Ga Daejeon | ↑ Tuyến Gyeongbu đến Ga Daejeon | ↑ Tuyến Gyeongbu đến Ga Daejeon | ↑ Tuyến Gyeongbu đến Ga Daejeon | ↑ Tuyến Gyeongbu đến Ga Daejeon                                | ↑ Tuyến Gyeongbu đến Ga Daejeon | ↑ Tuyến Gyeongbu đến Ga Daejeon | ↑ Tuyến Gyeongbu đến Ga Daejeon | ↑ Tuyến Gyeongbu đến Ga Daejeon | ↑ Tuyến Gyeongbu đến Ga Daejeon    |
| ------------------------------- | ------------------------------- | ------------------------------- | ------------------------------- | -------------------------------------------------------------- | ------------------------------- | ------------------------------- | ------------------------------- | ------------------------------- | ---------------------------------- |
| Jochiwon                        | 조치원                          | 鳥致院                          | ▲                               | Tuyến Gyeongbu                                                 | 0.0                             | 0.0                             | Sejong                          | Sejong                          |                                    |
| Osong                           | 오송                            | 五松                            | ●                               | Tuyến Osong Đường sắt cao tốc Gyeongbu Đường sắt cao tốc Honam | 4.4                             | 4.4                             | Chungcheongbuk-do               | Cheongju-si                     |                                    |
| Cheongju                        | 청주                            | 淸州                            | ●                               |                                                                | 7.0                             | 11.4                            | Chungcheongbuk-do               | Cheongju-si                     |                                    |
| Ogeunjang                       | 오근장                          | 梧根場                          | ●                               |                                                                | 10.1                            | 21.5                            | Chungcheongbuk-do               | Cheongju-si                     |                                    |
| Sân bay Quốc tế Cheongju        | 청주공항                        | 淸州空港                        | ●                               |                                                                | 2.9                             | 24.4                            | Chungcheongbuk-do               | Cheongju-si                     | Sân bay Quốc tế Cheongju ở gần đó. |
| Naesu                           | 내수                            | 內秀                            | ｜                              |                                                                | 4.4                             | 28.8                            | Chungcheongbuk-do               | Cheongju-si                     |                                    |
| Jeungpyeong                     | 증평                            | 曾坪                            | ●                               |                                                                | 7.8                             | 36.6                            | Chungcheongbuk-do               | Jeungpyeong-gun                 |                                    |
| Doan                            | 도안                            | 道安                            | ｜                              |                                                                | 6.2                             | 42.8                            | Chungcheongbuk-do               | Jeungpyeong-gun                 |                                    |
| Bocheon                         | 보천                            | 甫川                            | ｜                              |                                                                | 8.7                             | 51.5                            | Chungcheongbuk-do               | Eumseong-gun                    |                                    |
| Eumseong                        | 음성                            | 陰城                            | ●                               | Tuyến Jungbu Naeryuk                                           | 8.1                             | 59.6                            | Chungcheongbuk-do               | Eumseong-gun                    |                                    |
| Soi                             | 소이                            | 蘇伊                            | ｜                              |                                                                | 4.5                             | 64.1                            | Chungcheongbuk-do               | Eumseong-gun                    |                                    |
| Judeok                          | 주덕                            | 周德                            | ●                               |                                                                | 7.8                             | 71.9                            | Chungcheongbuk-do               | Cheongju-si                     |                                    |
| Dalcheon                        | 달천                            | 達川                            | ｜                              |                                                                | 7.0                             | 78.9                            | Chungcheongbuk-do               | Cheongju-si                     |                                    |
| Chungju                         | 충주                            | 忠州                            | ●                               |                                                                | 3.8                             | 82.7                            | Chungcheongbuk-do               | Cheongju-si                     |                                    |
| Mokhaeng                        | 목행                            | 牧杏                            | ｜                              |                                                                | 5.4                             | 88.1                            | Chungcheongbuk-do               | Cheongju-si                     |                                    |
| Dongnyang                       | 동량                            | 東良                            | ｜                              |                                                                | 4.6                             | 92.7                            | Chungcheongbuk-do               | Cheongju-si                     |                                    |
| Samtan                          | 삼탄                            | 三灘                            | ▲                               |                                                                | 7.9                             | 100.6                           | Chungcheongbuk-do               | Cheongju-si                     |                                    |
| Gongjeon                        | 공전                            | 公田                            | ｜                              |                                                                | 5.8                             | 106.4                           | Chungcheongbuk-do               | Jecheon-si                      |                                    |
| Bongyang                        | 봉양                            | 鳳陽                            | ▲                               | Tuyến Jungang                                                  | 8.6                             | 115.0                           | Chungcheongbuk-do               | Jecheon-si                      |                                    |
| ↑ Tuyến Jungang đến Ga Jecheon  |                                 |                                 |                                 |                                                                |                                 |                                 |                                 |                                 |                                    |

### Ga nổi tiếng
- Peppermint Candy (phim) được ghi hình gần ga Gongjeon.